# 迈克尔·杰克逊相关的游戏
与迈克尔·杰克逊直接相关的音乐电子游戏至少有八部。世嘉公司至少开发了五个游戏，另有其它三家公司开发了其它三部游戏。

## 列表
- 世嘉
  - 麥可·傑克森的月球漫步
  - 刺猬索尼克3（參與創作遊戲的配樂，並中途離開開發團隊，而由於捲入孌童案，因此放棄所有已經完成的作品，儘管如此遊戲部份配樂仍然有麥可·傑克森的音樂風格。）
  - Space Channel 5 和 Space Channel 5: Part 2

- U.S. Gold
  - Moonwalker

- 育碧软件
  - Michael Jackson: The Experience（迈克尔·杰克逊：体验）

- SEE Virtual Worlds
  - SEE Virtual Worlds

## 行星迈克尔
迈克尔星球是一款基于杰克逊音乐计划的 MMORPG。 它由 SEE MJ Virtual Worlds（The Michael Jackson Company LLC 和 SEE Entertainment）开发，原定于 2011 年发布，但最终被取消。 迈克尔行星将位于 Entropia 宇宙中。